# Ingå å
Ingå å (finska Inkoonjoki) är den å i Ingå kommun, Nyland som kommunen och orten uppkallats efter. Där ån mynnar ut i Kyrkfjärden ligger Ingå gästhamn.